# Montadito
La barqueta, dita montadito o simplement montado, és una llesca feta amb un tipus de pa de barra molt petit que se sol anomenar de la mateixa manera. Són molt estesos i coneguts a Espanya, que té una gran tradició des dels segles XV o XVI a «muntar» viandes sobre el pa.
La cultura del montadito és anterior a les del sandvitx i l'entrepà. Popularment, de vegades s'ha traduït, de manera incorrecta, com a muntadet. Una altra traducció no arreplegada podria ser un mosset, de l'expressió valenciana fer un mosset, que vol dir fer un menjar lleuger o una picadeta.